# Collegio di Bradford East
Bradford East è un collegio elettorale inglese della Camera dei comuni del Parlamento del Regno Unito, situato nel West Yorkshire, nella regione dello Yorkshire e Humber. Elegge un membro del Parlamento con il sistema maggioritario a turno unico. Il rappresentante del collegio dal 2015 è Imran Hussain, eletto con il Partito Laburista nel 2015.

## Estensione

Bradford East dal 2010 al 2024

### Confini municipali di Bradford
Bradford fu incorporato come borough municipale nel 1847, coprendo le parrocchie di Bradford, Horton e Manningham. Divenne borough di contea con l'approvazione del Local Government Act 1888; al borough di contea fu assegnato lo status di City tramite lettere patenti nel 1897. Bradford si espanse nel 1882 per includere Allergon, Bolton and Undercliffe, Bowling, Heaton, Thornbury e Tyersall. Nel 1899 si espanse ulteriormente aggiungendo North Bierley, Eccleshill, Idle, Thornton, Tong e Wyke. Clayton si aggiunse nel 1930.
Dal 1974 il borough di contea fu unito al Borough of Keighley, ai distretti urbani di Baildon, Bingley, Denholme, Cullingworth, Ilkley, Shipley e Silsden, insieme a parte di Queensbury and Shelf e a parte di Skitpon con il Local Government Act 1972.

### Estensione parlamentare
- 1885–1918: il borough municipale di Bradford, nel West Riding of Yorkshire, fu diviso in tre collegi uninominali a partire dalle elezioni del 1885. Bradford East era la parte orientale di Bradford ed aveva all'incirca forma rettangolare. Consisteva dei ward di Bradford Moor, East, East Bowling, South e West Bowling. Confinava con Pudsey ad est, Elland a sud, Bradford Central ad ovest e con Shipley a nord.
- 1918–1950: in questo periodo il collegio comprendeva i ward di Bradford Moor, East Bowling, Tong e West Bowling. Si trovava nel quadrante sud-orientale di Bradford.
- 1950–1955: il collegio si espanse a sud-ovest per comprendere il territorio che aveva fatto parte di Bradford South. L'area di Bradford Moor, nel nord del vecchio collegio di Bradford East, fu trasferito a Bradford Central. I ward allocati a Bradford East dal 1950 furono East Bowling, Little Horton, North Bierley East, Tong e West Bowling.
- 1955–1974: la ridefinizione del 1955 rimosse la parte occidentale della vecchia divisione Est ed espanse il collegio verso nord. I ward di North Bierley East e West Bowling furono trasferiti a Bradford South. Il collegio di Bradford East dal 1955 comprese i ward di East Bowling, Exchange, Listerhills, Little Horton, South e Tong.

Nel 1974 il collegio fu abolito; l'area di Bowling divenne parte di Bradford North, Tong fu aggiunto a Bradford South e Little Horton divenne parte di Bradford West.
- 2010–2024: il nuovo collegio di Bradford East è il successore di Bradford North, che fu creato in occasione delle elezioni del 1918. I ward che sono contenuti nel collegio si trovano tutti all'interno dei confini di Bradford, e sono Bolton and Undercliffe, Bowling and Barkerend, Bradford Moor, Eccleshill, Idle and Thackley e Little Horton.
- dal 2024: come sopra, meno una piccola parte del ward di Bowling and Barkerend (distretto elettorale 5F).[1]

## Membri del Parlamento
| Elezione | Elezione        | Deputato               | Partito                          |
| -------- | --------------- | ---------------------- | -------------------------------- |
|          | 1885            | Angus Holden           | Liberale                         |
|          | 1886            | Henry Byron Reed       | Conservatore                     |
|          | 1892            | William Sproston Caine | Liberale                         |
|          | 1895            | Henry Byron Reed       | Conservatore                     |
| 1896 (S) | Ronald Greville |                        | Conservatore                     |
|          | 1906            | William Priestley      | Liberale                         |
|          | 1918            | Charles Edgar Loseby   | Coalizione Nazionale Democratica |
|          | 1929            | Fred Jowett            | Laburista                        |
|          | 1931            | Joseph Hepworth        | Conservatore                     |
|          | 1945            | Frank McLeavy          | Laburista                        |
| 1966     | Edward Lyons    |                        | Laburista                        |
|          | Feb 1974        | Collegio abolito       | Collegio abolito                 |
|          | 2010            | Collegio ricreato      | Collegio ricreato                |
|          | 2010            | David Ward             | Liberal Democratici              |
|          | 2015            | Imran Hussain          | Laburista                        |
|          | Lug 2024        | Imran Hussain          | Indipendente                     |
|          | Feb 2025        | Imran Hussain          | Laburista                        |

## Risultati elettorali

### Elezioni negli anni 2020
| Partito                    | Partito                                | Candidato                  | Risultati 4 luglio 2024 | Risultati 4 luglio 2024 |
| Partito                    | Partito                                | Candidato                  | Voti                    | %                       |
| -------------------------- | -------------------------------------- | -------------------------- | ----------------------- | ----------------------- |
|                            | Laburista                              | Imran Hussain              | 14 098                  | 37,88                   |
|                            | Indipendente                           | Talat Sajawal              | 7 909                   | 21,25                   |
|                            | Reform UK                              | Jacob Anstey               | 4 952                   | 13,31                   |
|                            | Conservatore                           | Aubrey Holt                | 3 450                   | 9,27                    |
|                            | Verdi                                  | Celia Hickson              | 2 571                   | 6,91                    |
|                            | Lib Dem                                | Robert St John O'Carroll   | 1 910                   | 5,13                    |
|                            | Indipendente                           | Mohammed Rahman            | 817                     | 2,20                    |
|                            | Yorkshire                              | Lara Barras                | 761                     | 2,04                    |
|                            | Indipendente                           | Amer Rehman                | 683                     | 1,84                    |
|                            | Social Democratico                     | Richard Riley              | 65                      | 0,17                    |
|                            |                                        |                            |                         |                         |
| Iscritti                   | Iscritti                               | Iscritti                   | 75 167                  | 100,00                  |
| ↳ Votanti (% su iscritti)  | ↳ Votanti (% su iscritti)              | ↳ Votanti (% su iscritti)  | 37 216                  | 49,51                   |
| ↳ Astenuti (% su iscritti) | ↳ Astenuti (% su iscritti)             | ↳ Astenuti (% su iscritti) | 37 951                  | 50,49                   |
|                            |                                        |                            |                         |                         |
|                            | Esito: collegio confermato a Laburista |                            |                         |                         |

### Elezioni negli anni 2010
| Partito                    | Partito                                | Candidato                  | Risultati 12 dicembre 2019 | Risultati 12 dicembre 2019 |
| Partito                    | Partito                                | Candidato                  | Voti                       | %                          |
| -------------------------- | -------------------------------------- | -------------------------- | -------------------------- | -------------------------- |
|                            | Laburista                              | Imran Hussain              | 27 825                     | 62,98                      |
|                            | Conservatore                           | Linden Kemkaren            | 9 681                      | 21,91                      |
|                            | Lib Dem                                | Jeanette Sunderland        | 3 316                      | 7,50                       |
|                            | Brexit                                 | Jonathan Barras            | 2 700                      | 6,11                       |
|                            | Verdi                                  | Andy Stanford              | 662                        | 1,50                       |
|                            |                                        |                            |                            |                            |
| Iscritti                   | Iscritti                               | Iscritti                   | 73 206                     | 100,00                     |
| ↳ Votanti (% su iscritti)  | ↳ Votanti (% su iscritti)              | ↳ Votanti (% su iscritti)  | 44 184                     | 60,36                      |
| ↳ Astenuti (% su iscritti) | ↳ Astenuti (% su iscritti)             | ↳ Astenuti (% su iscritti) | 29 022                     | 39,64                      |
|                            |                                        |                            |                            |                            |
|                            | Esito: collegio confermato a Laburista |                            |                            |                            |

| Partito                    | Partito                                | Candidato                  | Risultati 8 giugno 2017 | Risultati 8 giugno 2017 |
| Partito                    | Partito                                | Candidato                  | Voti                    | %                       |
| -------------------------- | -------------------------------------- | -------------------------- | ----------------------- | ----------------------- |
|                            | Laburista                              | Imran Hussain              | 29 831                  | 65,39                   |
|                            | Conservatore                           | Mark Trafford              | 9 291                   | 20,37                   |
|                            | Indipendente                           | David Ward                 | 3 576                   | 7,84                    |
|                            | UKIP                                   | Jonathan Barras            | 1 372                   | 3,01                    |
|                            | Lib Dem                                | Mark Jewell                | 843                     | 1,85                    |
|                            | Better for Bradford                    | Paul Parkins               | 420                     | 0,92                    |
|                            | Verdi                                  | Andy Stanford              | 289                     | 0,63                    |
|                            |                                        |                            |                         |                         |
| Iscritti                   | Iscritti                               | Iscritti                   | 70 404                  | 100,00                  |
| ↳ Votanti (% su iscritti)  | ↳ Votanti (% su iscritti)              | ↳ Votanti (% su iscritti)  | 45 622                  | 64,80                   |
| ↳ Astenuti (% su iscritti) | ↳ Astenuti (% su iscritti)             | ↳ Astenuti (% su iscritti) | 24 782                  | 35,20                   |
|                            |                                        |                            |                         |                         |
|                            | Esito: collegio confermato a Laburista |                            |                         |                         |

| Partito                    | Partito                                      | Candidato                  | Risultati 7 maggio 2015 | Risultati 7 maggio 2015 |
| Partito                    | Partito                                      | Candidato                  | Voti                    | %                       |
| -------------------------- | -------------------------------------------- | -------------------------- | ----------------------- | ----------------------- |
|                            | Laburista                                    | Imran Hussain              | 19 312                  | 46,64                   |
|                            | Lib Dem                                      | David Ward                 | 12 228                  | 29,53                   |
|                            | Conservatore                                 | Iftikhar Ahmed             | 4 682                   | 11,31                   |
|                            | UKIP                                         | Owais Rajput               | 4 103                   | 9,91                    |
|                            | Verdi                                        | David Stevens              | 871                     | 2,10                    |
|                            | Democratici Britannici                       | James Lewthwaite           | 210                     | 0,51                    |
|                            |                                              |                            |                         |                         |
| Iscritti                   | Iscritti                                     | Iscritti                   | 66 143                  | 100,00                  |
| ↳ Votanti (% su iscritti)  | ↳ Votanti (% su iscritti)                    | ↳ Votanti (% su iscritti)  | 41 406                  | 62,60                   |
| ↳ Astenuti (% su iscritti) | ↳ Astenuti (% su iscritti)                   | ↳ Astenuti (% su iscritti) | 24 737                  | 37,40                   |
|                            |                                              |                            |                         |                         |
|                            | Esito: collegio passa da Lib Dem a Laburista |                            |                         |                         |

| Partito                    | Partito                                    | Candidato                  | Risultati 6 maggio 2010 | Risultati 6 maggio 2010 |
| Partito                    | Partito                                    | Candidato                  | Voti                    | %                       |
| -------------------------- | ------------------------------------------ | -------------------------- | ----------------------- | ----------------------- |
|                            | Lib Dem                                    | David Ward                 | 13 637                  | 33,71                   |
|                            | Laburista                                  | Terry Rooney               | 13 272                  | 32,81                   |
|                            | Conservatore                               | Mohammad Riaz              | 10 860                  | 26,84                   |
|                            | BNP                                        | Neville Poynton            | 1 854                   | 4,58                    |
|                            | Indipendente                               | Raja Hussain               | 375                     | 0,93                    |
|                            | Indipendente                               | Peter Shields              | 237                     | 0,59                    |
|                            | Fronte Nazionale                           | Gerry Robinson             | 222                     | 0,55                    |
|                            |                                            |                            |                         |                         |
| Iscritti                   | Iscritti                                   | Iscritti                   | 65 148                  | 100,00                  |
| ↳ Votanti (% su iscritti)  | ↳ Votanti (% su iscritti)                  | ↳ Votanti (% su iscritti)  | 40 457                  | 62,10                   |
| ↳ Astenuti (% su iscritti) | ↳ Astenuti (% su iscritti)                 | ↳ Astenuti (% su iscritti) | 24 691                  | 37,90                   |
|                            |                                            |                            |                         |                         |
|                            | Esito: collegio a Lib Dem (nuovo collegio) |                            |                         |                         |

## Risultati dei referendum

### Referendum sulla permanenza del Regno Unito nell'Unione europea del 2016
|             | Collegio      | Lasciare UE % | Rimanere in UE % |
| ----------- | ------------- | ------------- | ---------------- |
|             | Bradford East | 55,2%         | 44,8%            |
| Inghilterra | 53,3%         | 46,7%         |                  |
| Regno Unito | 51,9%         | 48,1%         |                  |